# プステリア谷線
プステリア谷線あるいはプスター谷線（独: Pustertalbahn, 伊: Ferrovia della Val Pusteria）は、イタリアのボルツァーノ自治県フォルテッツァと聖カンディドを結び、プステリア渓谷を通過する鉄道路線である。この路線はフォルテッツァでブレンナー線から分岐し、ブルーニコとドッビアーコを経由してサン・カンディドに至る。終点ではドラウ谷線（Drautalbahn）がこの路線を継承する。
過去にはフィラッハからフォルテッツァまでの鉄道建設許可が全体について与えられた故に、プスタール谷線とドラウ谷線は分離されなかった。ただし、イタリアとオーストリアの電化システムの切り換えは現在イニヒェン駅にあるため、この駅は通常2つの路線の終点と見なされている。他には、イニチェンの東の国境線またはイニチェンの西のトブラッハサドルは、2つの線の間の境界と見なされる場合もある。

## 歴史

### 南部鉄道会社
1858年既に、南部鉄道会社（Südbahn-Gesellschaft）が最初の計画を立案して、まもなくウィーンとチロルを南部鉄道の本線の経由で連絡する鉄道建設許可を取得した。
ヒューゲル・ウント・ザーガー社（Hügel & Sager）は、プスター谷鉄道の建設契約を獲得して、1869年の晩秋に工事を開始した。建設工事が予想よりもはるかに速く進められ、総延長209 kmのフィラッハ - フランツェンスフェステ区間が1871年11月20日に開業された。フィラッハからリエンツまでのドラウ谷線は平坦な鉄道として建設されたが、フォルテッツァに続く山岳鉄道となり、この路線の頂点はドッビアーコの鞍部で、高度は海抜1215 mほどである。
プステリア渓谷鉄道の当初の役割は、東チロルをチロルの中心地インスブルックに連結することであった。しかし、第一次世界大戦の終戦後、ハプスブルク帝国の崩壊と南チロルのイタリアへの割譲りにより、この路線の重要性は急激に低下した。

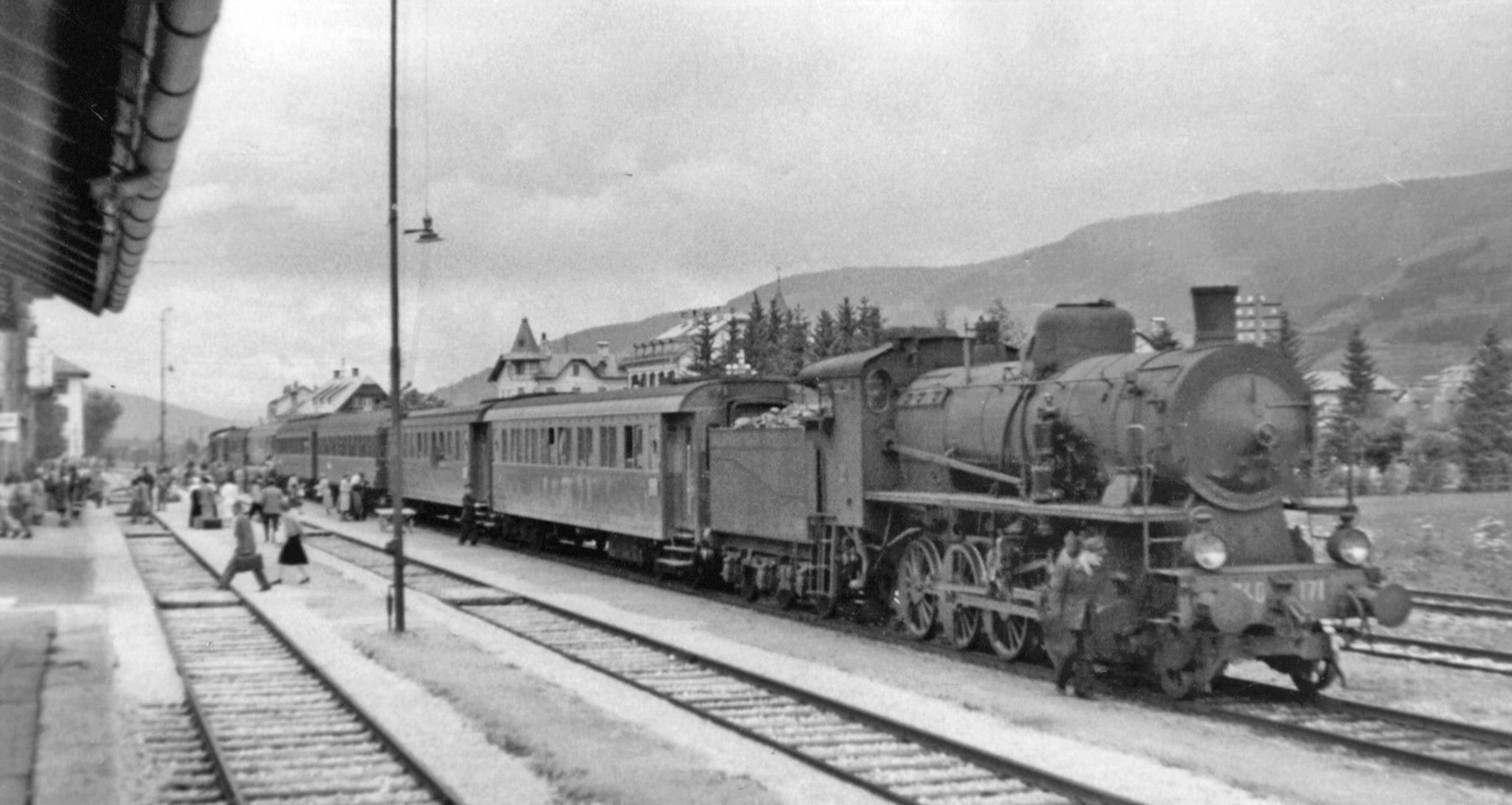
トブラッハ駅で停車する蒸気機関車（1954年）

### イタリア鉄道
ボルツァーノ自治県がイタリアに編入された後に、この路線はイタリア国鉄の路線となった。
電化以前は、蒸気機関車により牽引された列車が主にこの路線で走行していた。1918年以降、フェッロヴィーエデッロスタトイタリアーネ（FS）の機関車がこの路線に投入された。740形、741および940形蒸気機関車は1980年代初めまで主に運行された。ディーゼル機関車や気動車は短期的に使用された。
1985年から1989年まで、1984年に締結されたイタリアとオーストリアの間の条約のもとで、電化工事がこの路線とドラウ谷線で実行された。同時に、ほぼすべての高架橋が改築され、すべてのトンネルの車両限界が、1986年と1988年線路が二度封鎖された際に、電車線設置の目的で拡大された。モンゲルフォ近くのトンネルの場合、特別な努力が必要であった。そのトンネルでは絶え間ない土砂崩れの原因で、既存のトンネルの上部構造が掘り割れて、新しいトンネルのチューブが構築された後、その上は再び盛り土で埋められた。この路線にはイタリアの3000 V直流システムが、一方ドラウ谷線にはオーストリアの電圧15 kV、周波数16.7 Hzの交流システムが備えられている。サン・カンディド駅には直流と交流が切り替える。1989年5月28日、時刻表変更の際に電気運転が始まった。工事区間では多くの踏切が下の立体交差路に置き換えられた。線路の上部および下部構造が補強され、駅施設は改築された。電化工事の目的と背景はブレンナー線の通行量分担であり、この路線を通じるピギーバック輸送を含め、貨物列車輸送頻度を1日に最大10往復に増やすのがその目的であった。一方ウィーン南駅から出発してフィラッハ、リエンツ、フォルテッツァの経由でインスブルックに到着した国際特急列車の運行は1996年5月時刻表変更の際に中止され、この路線で国境を越える長距離交通は無くなった。
2008年から2010年まで南チロル運送組織（Südtiroler Transportstrukturen, STA）はボルツァーノ自治県の資金支援でプステリア谷線の全面的な改修工事を企画した。この路線では列車の30分間隔運行が停車駅の改修と列車信号技術の適合を介して準備されて、その運行間隔は2009年12月まで段階的に導入された。すべての駅には55 cm高さの乗降場と地下道が設置されて、時間節約と互いに来る列車の同時進入が可能となった。遠隔信号制御システムと乗客情報システムも最新技術の水準に到達した。他には待合室のリニューアル、リフトの建設、駅周辺の再配置、8両の新型電車の購入、車と自転車駐輪場の設置などが実現された。この措置の結果、乗客数は2006年1月から11月までの期間に31万人から、2011年1月から11月までの期間に98万人に増加した。

## 運行形態

### 旅客輸送

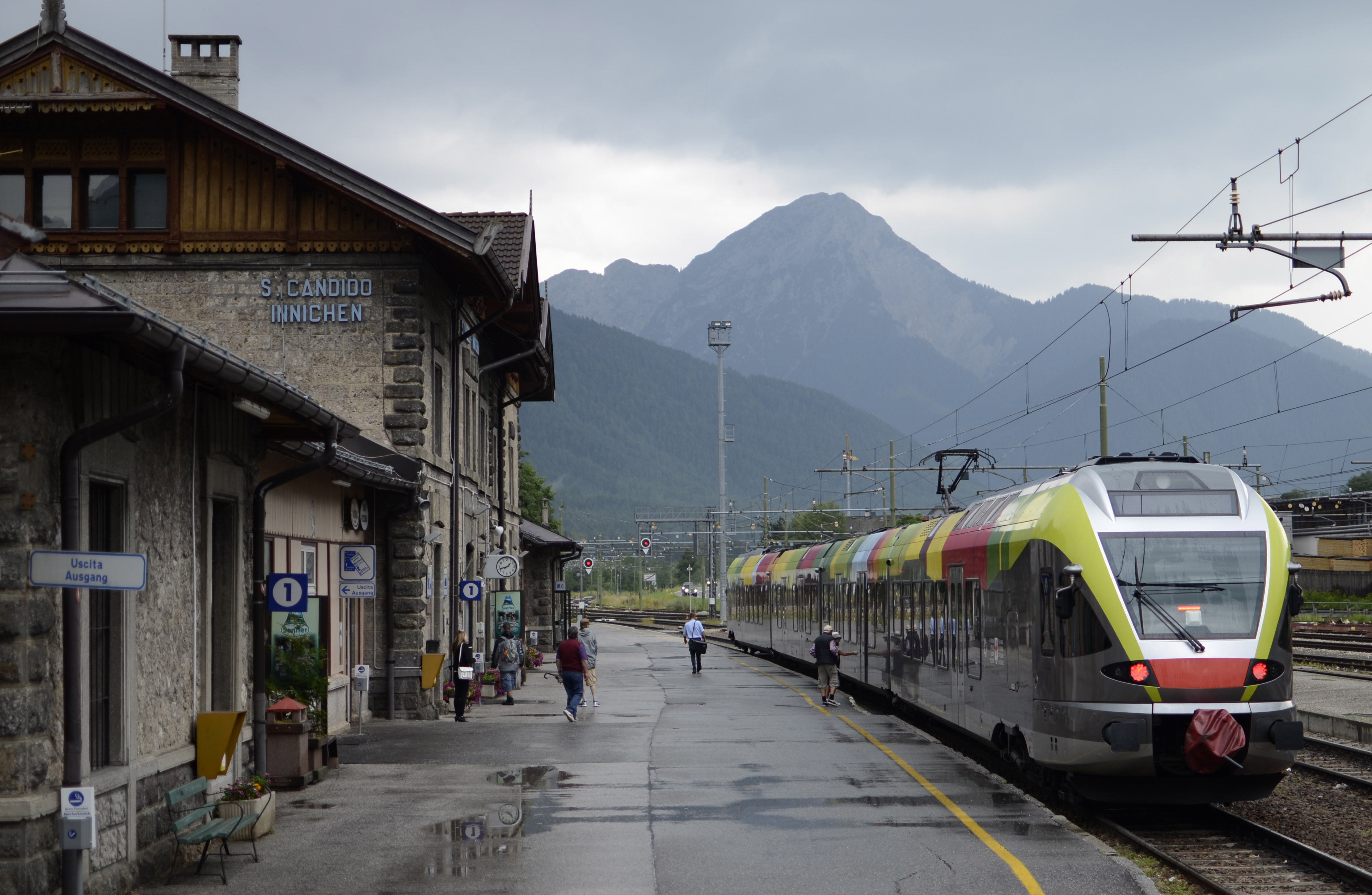
イニヒェン駅で停車する電車

サン・カンディド駅に電力システムの変換設備が備えられた後、南チロル自動車（Südtiroler Automobildienst, SAD）所属の複電圧形電車とイタリア鉄道所属の列車が現在に運行されている。
- 普通列車: フォルテッツァ - リオ・ディ・プステリア - ヴァンドレス - カステルダルネ - サン・ローレンツォ - ブルニコ - ヴァルダオラ＝アンテセルヴァ - ヴィラバッサ - サン・カンディド。30分間隔。使用車両はETR170形電車。

### 貨物輸送
電化の計画で導入予定であった一組の貨物列車の運行は実現されなかったが、1990年代初頭に新しいタルビジオ - ウディーン鉄道（ポンテッバナ）が完成された前には、毎日いくつかの荷物のない貨物列車が走行した。さらに、ポーランドで製作されたフィアット自動車のパンダ、チンクエチェント、セイチェントの輸入は、この路線を通じて運送された。この路線は、ブレンナー線が通行不可となって、ほぼ100組の貨物列車と長距離列車がこの路線で運行されたときに、短期間だけ特に重要であった。
2009年まで、ブルニコとフォルテッツァの間には定期的な貨物輸送しかなかった。ハル・イン・チロル駅で発着するほとんどの列車が特定曜日の朝に運行された。 2012年以降、プステリア谷線の貨物輸送は行われていない。

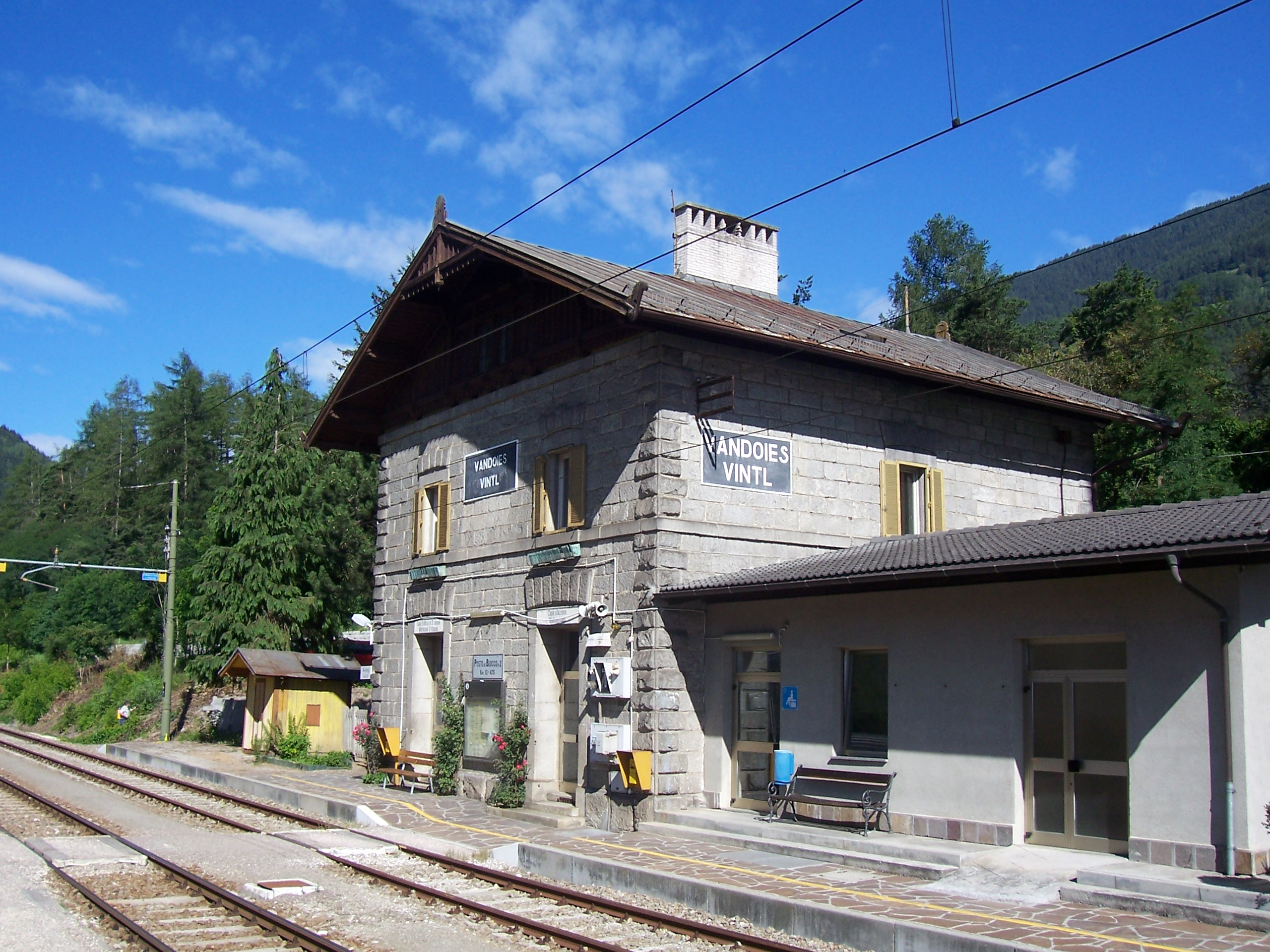
ヴァンドー駅
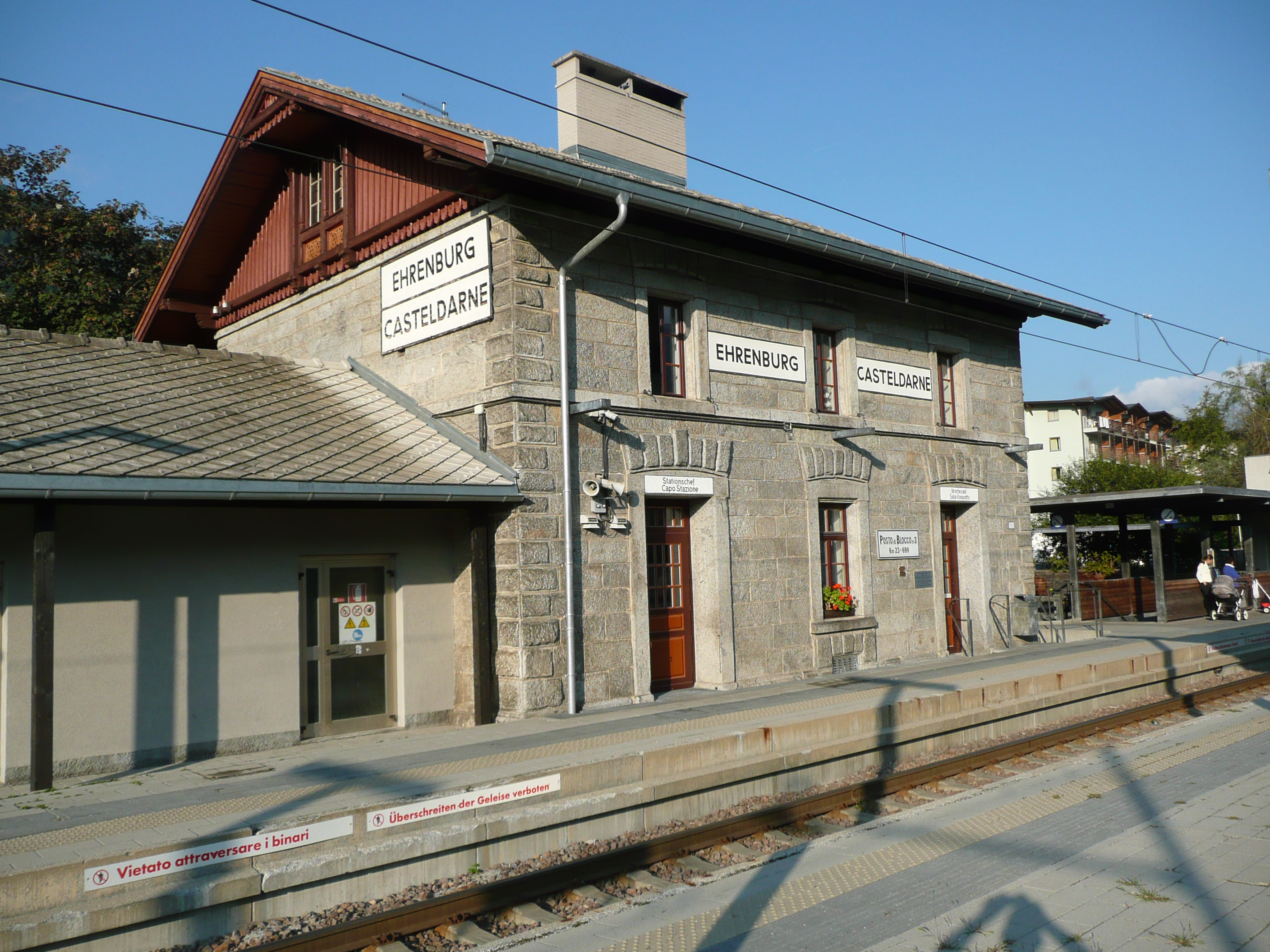
エーレンブルク駅
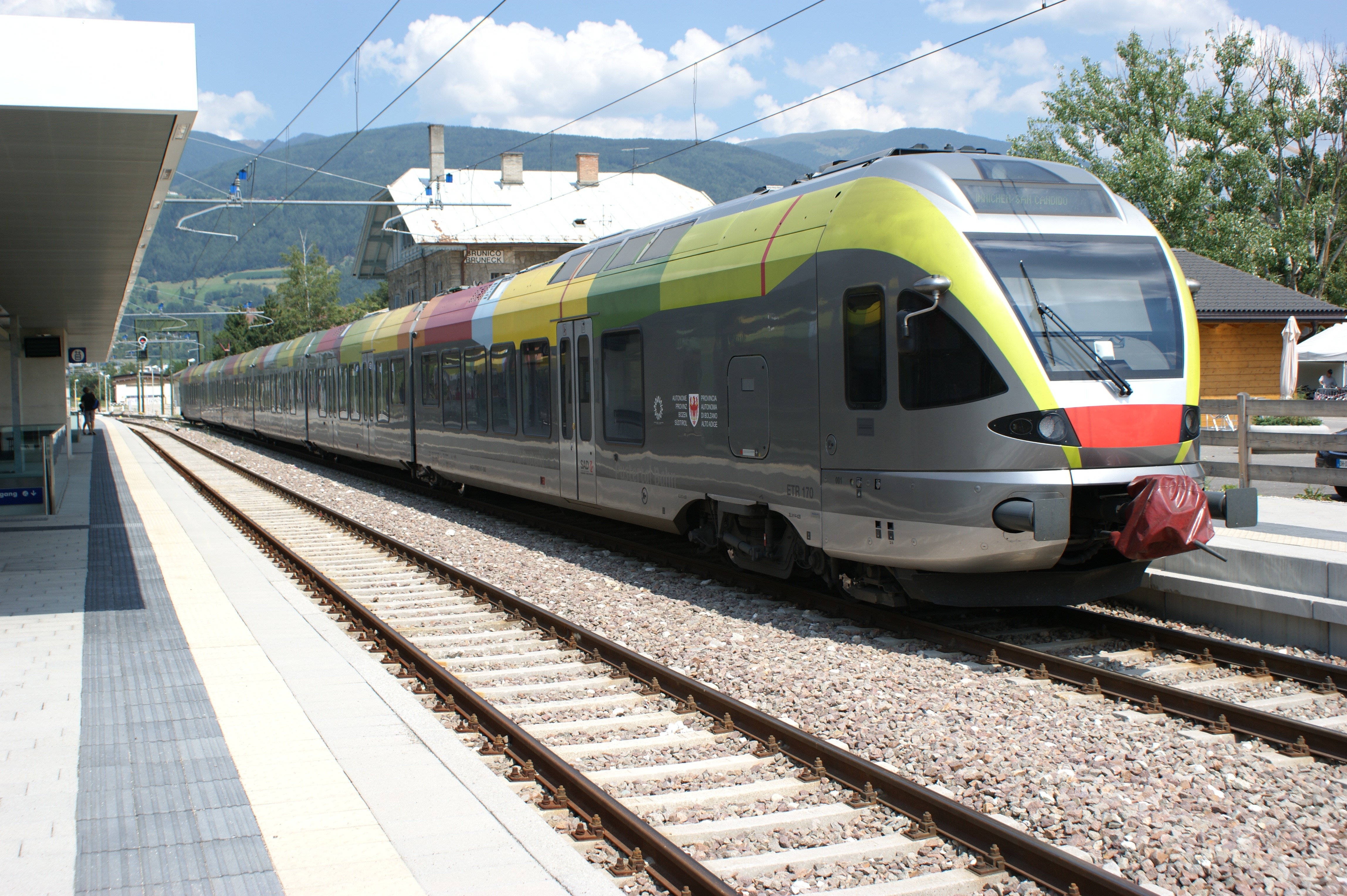
ブルニコ駅で停車するFLIRT電車